# Musée de la course landaise
Le musée de la Course Landaise se situe à Bascons, dans le département français des Landes. Unique musée taurin en France, il est entièrement voué à la conservation de documents et objets relatifs à ce jeu gascon.

## Présentation
Le musée de la course landaise, bâti à côté de la chapelle Notre-Dame-de-la-Course landaise, est inauguré le 31 mai 1973. Il s'adresse aussi bien aux néophytes qu'aux amateurs. Des visites commentées sont proposées sur ce jeu et sport traditionnel pratiqué dans les Landes et le Gers pendant les fêtes de villages. On y explique les origines, l'histoire, la mémoire du jeu et ses règles. Les supports sont variés : diaporama, vidéo, présentation de nombreux documents (costumes, affiches, cartes postales).

## Galerie

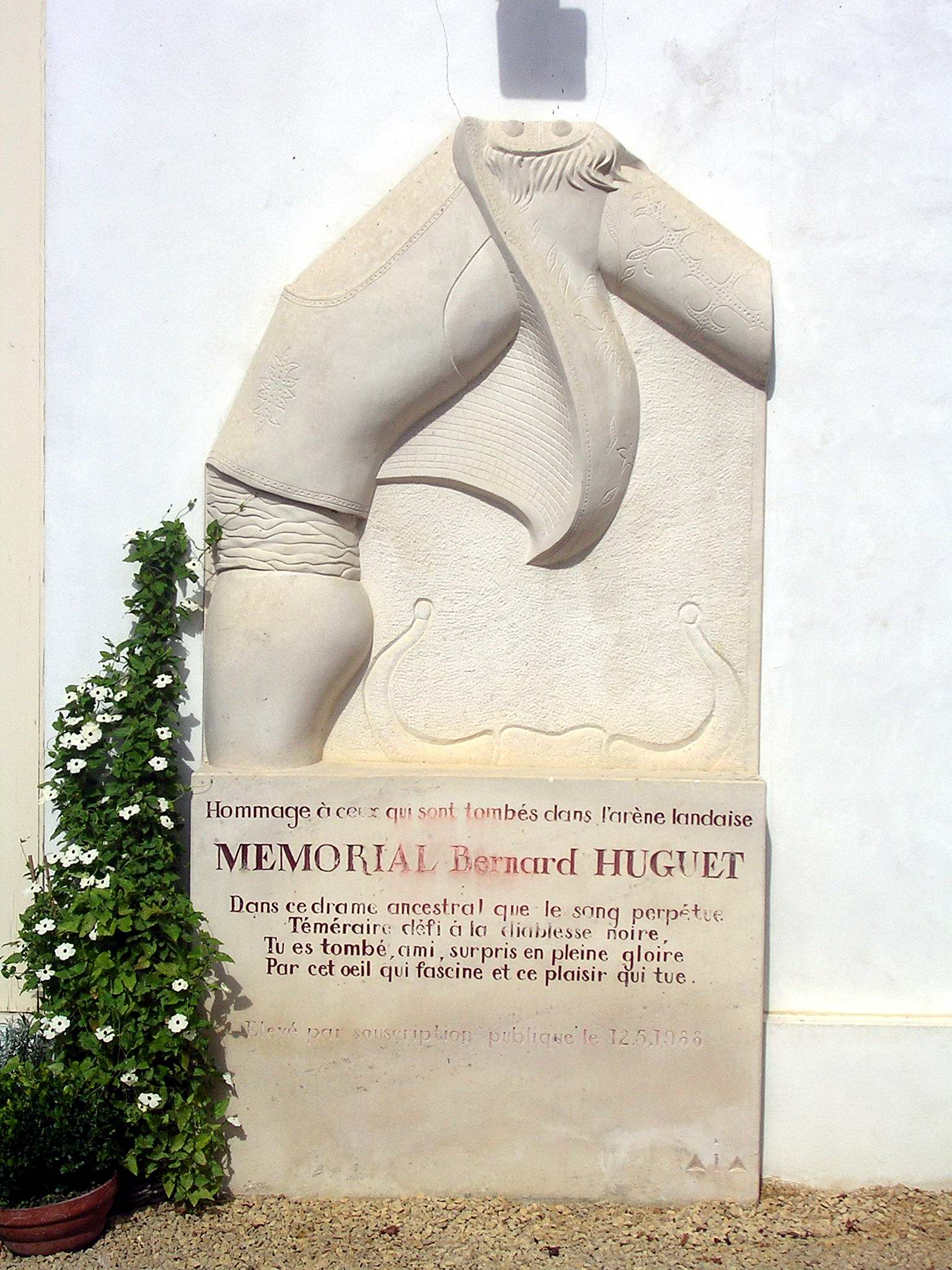
Mémorial dédié à Bernard Huguet